# Dissorhina bolei
Dissorhina bolei är en kvalsterart som först beskrevs av Tarman 1958.  Dissorhina bolei ingår i släktet Dissorhina och familjen Oppiidae. Inga underarter finns listade i Catalogue of Life.